# Koert Walraven
Koert Walraven (31 januari 1975) is een Nederlands radioproducer. Hij was lange tijd te horen als sidekick op NPO Radio 2 in het programma RickvanV doet 2.

## Carrière
Walraven was tot eind augustus 2008 werkzaam bij Radio 538 als producer en sidekick van MiddenInDeNachtRick. In deze functie was hij verantwoordelijk voor alle acties in het programma en alle zaken die tijdens het programma geregeld moeten worden. 
Vanaf 1997 produceerde hij vele programma's bij de radiozender. Hij begon ooit in de avond bij Wessel van Diepen (Van Diepen draait door), gevolgd door Wouter van der Goes (Afterdark), De legendarische Piepshow (met Erik de Zwart en Kees Schilperoort), de Top 40 en Barry Pafs (Afterdark en The Latenight Radioshow). Eind 2004 stopte hij met het produceren van het programma van Barry Paf, om de "53N8" onder zijn hoede te nemen. Walraven bedacht ooit het item "Op de Valreep", dat jarenlang te horen was als afsluiter van het programma Afterdark. 
Tussen middernacht en 03.00 uur produceerde hij van maandag t/m donderdag het programma van Rick van Velthuysen. Daarna produceerde hij tussen 03.00 en 06.00 uur de programma's van Joost Berk op maandag, dinsdag en woensdag en van Stefan de Groot op donderdag. In het weekend produceerde hij de nachtprogramma's van Erik Werner en Niek van der Bruggen.
In de beginjaren van Radio 538 heeft Walraven nog meegewerkt aan de opbouw van de website van de zender. Ook was hij regelmatig betrokken bij de verschillende evenementen van de radiozender.
Nadat Van Velthuysen besloten had om niet verder te gaan bij Radio 538 en per 1 september 2008 te verhuizen naar Radio Veronica, stopte Walraven ook bij Radio 538. Toen op 22 januari 2009 bekend werd dat Van Velthuysen het nieuwe ochtendprogramma van Radio Veronica zou gaan presenteren, werd ook meteen bekendgemaakt dat Walraven het programma zou gaan produceren.
Met ingang van de nieuwe programmering van Radio Veronica op 2 februari 2015 verhuisde Walraven ook mee naar de nieuwe tijdsloten van Van Velthuysen. Van Velthuysen presenteerde vanaf toen WeekendRick op vrijdag, zaterdag en zondag tussen 16.00 en 20.00 uur. Ook in deze programma's nam hij de rol van producer en regisseur op zich. 
Vanaf 1 december 2020 werkte Walraven samen met van Velthuysen op NPO Radio 2 bij het programma RickvanV doet 2. Toen Van Velthuysen naar Radio Veronica overstapte om daar de ochtendshow te maken ging Walraven mee. Deze ochtendshow stopte na drie maanden al. Koert Walraven is niet mee verhuisd naar het weekend. 